# 松沢雄蔵
松沢 雄蔵（松澤 雄藏、まつざわ ゆうぞう、1910年12月3日 - 1983年6月12日）は、日本の政治家。自由民主党衆議院議員（9期）、第39代行政管理庁長官。真室川村村長。1981年勲一等旭日大綬章。1983年正三位。

## 来歴・人物
山形県最上郡真室川村（現在の真室川町）に、300年以上続く庄屋の三男として生まれる。旧制新荘中学校（現在の山形県立新庄北高等学校）を経て、満蒙学校本科を卒業。1935年南満州鉄道の系列会社である同和自動車工業に入社、1940年に昭和通商に転じる。1941年より同社の支那代表部に勤務、大戦中は中国大陸で過ごした。
戦後の1947年、真室川村長に当選。当時は豪雨による河川の氾濫が相次ぎ、水害克服のため奮闘、県庁や中央官庁にも度々陳情を行った。地元選挙区の代議士であった池田正之輔は、松沢の陳情に快い返事をしていたが、中央官庁からは水害救済について手が回ってこないため、改めて関係省庁を訪れると、池田が引き受けたはずの救済策について、担当者は何も聞かされていなかったことが判明した。このようなことが遠因となり、後に山形保守政界において松沢－池田は宿敵の間柄として認知されるに至る。
1952年、陳情の成果が上がらないことに業を煮やし衆議院議員総選挙への立候補を決意。社会党から公認を得ようとするも失敗（注：右派社会党と左派社会党のいずれに働き掛けたかは不明。両方か？）、無所属で旧山形2区から出馬するも、得票数8位で落選した。続く1953年にも7位落選。1955年にようやく、根本龍太郎－川島正次郎ラインの引きで日本民主党の公認を得て当選、以後当選9回（当選同期に愛知揆一・田村元・椎名悦三郎・唐沢俊樹・高村坂彦・渡海元三郎・丹羽兵助など）。
保守合同後は岸派－川島派－椎名派－中川派に所属。建設政務次官、自由民主党副幹事長などを歴任。また米価値上げを強硬に主張するベトコン議員として名を馳せ、農業者年金の生みの親ともいわれた。
1974年12月9日、三木内閣に行政管理庁長官として入閣するが、1976年9月15日の内閣改造により同長官退任。
1980年5月19日の衆議院解散（ハプニング解散）により議員辞職し政界を引退。選挙地盤は山形県議であった近岡理一郎が引き継いだ。
このほか山形テレビの発足にあたっては調停人を務めた。
1983年6月12日死去。72歳没。

## 衆議院議員選挙歴
- 1952年（昭和27年）10月1日 - 第25回衆議院議員総選挙（山形県第2区・無所属・19842票獲得）落選
- 1953年（昭和28年）4月19日 - 第26回衆議院議員総選挙（山形県第2区・無所属・21489票獲得）落選
- 1955年（昭和30年）2月27日 - 第27回衆議院議員総選挙（山形県第2区・日本民主党公認・44151票獲得）初当選
- 1958年（昭和33年）5月22日 - 第28回衆議院議員総選挙（山形県第2区・自由民主党公認・51765票獲得）2期目当選
- 1960年（昭和35年）11月20日 - 第29回衆議院議員総選挙（山形県第2区・自由民主党公認・55159票獲得）3期目当選
- 1963年（昭和38年）11月21日 - 第30回衆議院議員総選挙（山形県第2区・自由民主党公認・56408票獲得）4期目当選
- 1967年（昭和42年）1月29日 - 第31回衆議院議員総選挙（山形県第2区・自由民主党公認・67297票獲得）5期目当選
- 1969年（昭和44年）12月27日 - 第32回衆議院議員総選挙（山形県第2区・自由民主党公認・70025票獲得）6期目当選
- 1972年（昭和47年）12月10日 - 第33回衆議院議員総選挙（山形県第2区・自由民主党公認・68500票獲得）7期目当選
- 1976年（昭和51年）12月5日 - 第34回衆議院議員総選挙（山形県第2区・自由民主党公認・81466票獲得）8期目当選
- 1979年（昭和54年）10月7日 - 第35回衆議院議員総選挙（山形県第2区・自由民主党公認・59777票獲得）9期目当選

## 親族
- 長男：松沢洋一 
川崎市生まれ。開成中、成城高卒業後の1958年「野口啓二」の芸名で大映において俳優デビュー。1961年に廃業し、翌年成城大学経済学部を卒業[3]、伊藤忠商事、山形テレビに勤務。その後父の秘書となり、1981年9月の山形県議会議員選挙最上郡選挙区補欠選挙に立候補し初当選。8期務めて自民党山形県連幹事長などを歴任した。2015年死去。
- 甥：松沢直太郎 - 1933年生まれ。真室川町長6期。2017年死去。